# NGC 5633
NGC 5633 is een spiraalvormig sterrenstelsel in het sterrenbeeld Ossenhoeder. Het hemelobject werd op 11 mei 1787 ontdekt door de Duits-Britse astronoom William Herschel.

## Synoniemen
- UGC 9271
- MCG 8-26-34
- ZWG 247.30
- KARA 631
- 1ZW 89
- IRAS 14255+4622
- PGC 51620